# Allan Houston
Allan Wade Houston (* 20. April 1971 in Louisville, Kentucky) ist ein ehemaliger US-amerikanischer Basketballspieler. Er spielte Shooting Guard bei den Detroit Pistons und den New York Knicks in der NBA. 2000 wurde er mit der Basketballnationalmannschaft der Vereinigten Staaten Olympiasieger.

## High School und College
Houston spielte an der Ballard High School in Louisville und gewann dort 1988 die Kentucky State Championship. Später spielte er an University of Tennessee, wo sein Vater der Team-Coach war.

## NBA
Houston wurde in der NBA-Draft 1993 an 11. Stelle von den Detroit Pistons gedraftet.
Nachdem 1996 sein Rookie-Vertrag bei Detroit Pistons ausgelaufen war, ging er als Free Agent zu den New York Knicks. Mit den Knicks erreichte Houston 1999 die NBA-Finals, jedoch verloren die Knicks gegen die San Antonio Spurs. In den Jahren 2000 und 2001 wurde er ins All-Star Team berufen.
Houston beendete 2005 seine NBA-Karriere wegen einer Knie-Verletzung. 2007 wollte Allan Houston nochmal ein Comeback, seine Versuche jedoch scheiterten.
In seiner 13-jährigen NBA-Karriere erhielt Houston mehr als 117,5 Millionen US-Dollar an Gehaltszahlungen und gehört damit zu den am besten bezahlten Spielern seiner aktiven Zeit.